# Es Pla de na Tesa

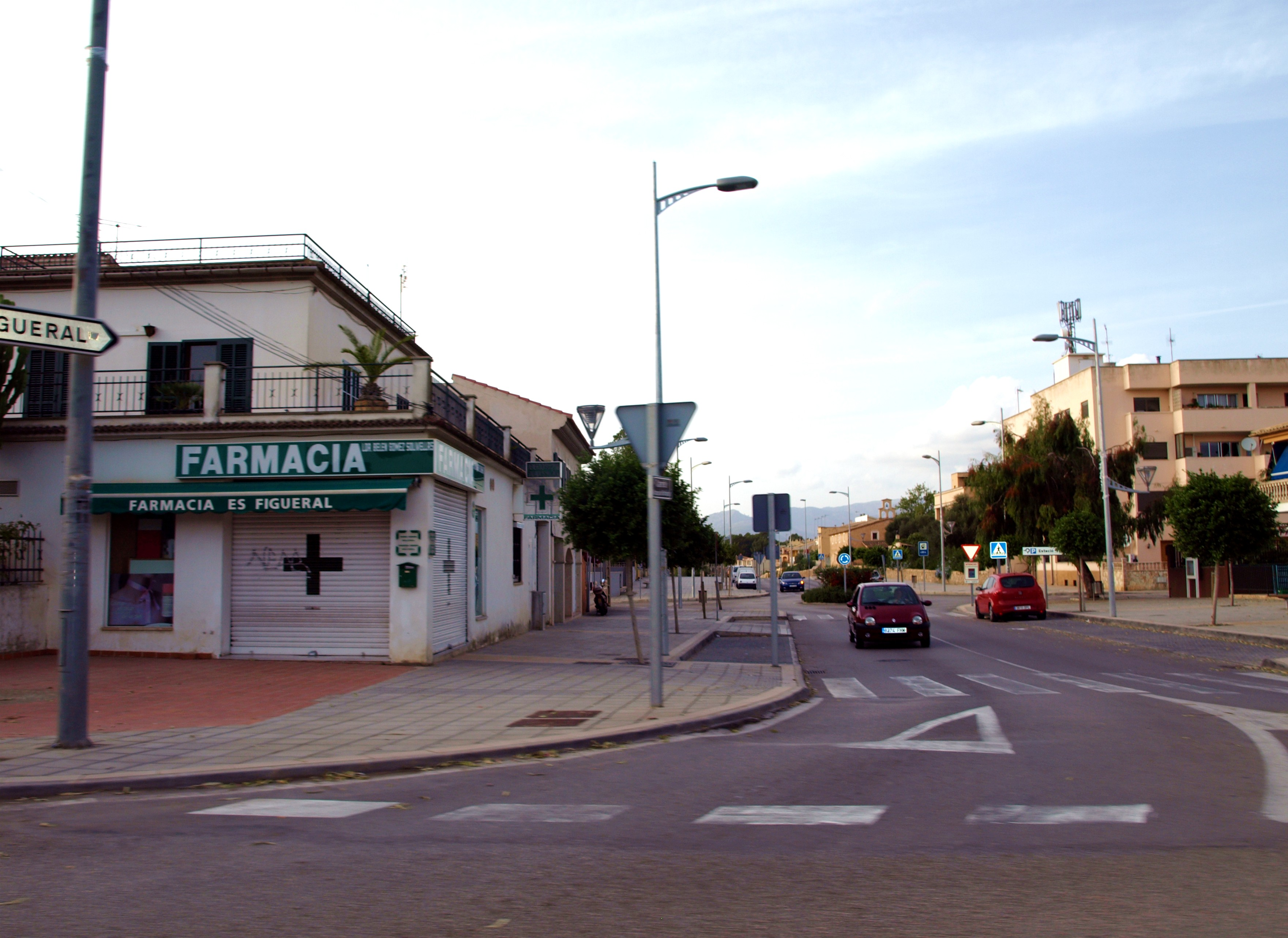
Es Figueral

Es Pla de na Tesa és un nucli de població del municipi de Marratxí, a l'illa de Mallorca. El 2022 tenia 3.429 habitants empadronats (Padró a 1 de gener de 2022, Ibestat).